# Shahrestān di Ilam
Lo shahrestān di Ilam (in farsi شهرستان ايلام) è uno dei 9 shahrestān della provincia di Ilam. Il capoluogo è Ilam ed è suddiviso in 2 circoscrizioni (bakhsh): 
- Centrale (بخش مرکزی)
- Chuar (بخش چوار), con la città di Chuar.